# Saint-Cirgues (Haute-Loire)
Pour les articles homonymes, voir Saint-Cirgues.
Saint-Cirgues est une commune française située dans le département de la Haute-Loire en région Auvergne-Rhône-Alpes.

## Géographie

### Localisation
La commune de Saint-Cirgues se trouve à 480 mètres d'altitude dans le département de la Haute-Loire, en région Auvergne-Rhône-Alpes.
Elle inclut les hameau de Treignac, Promeyrat et Soulhac
Elle se situe à 51 km par la route du Puy-en-Velay, préfecture du département, à 26 km de Brioude, sous-préfecture, et à 33 km de Mazeyrat-d'Allier, bureau centralisateur du canton du Pays de Lafayette dont dépend la commune depuis 2015 pour les élections départementales.
Les communes les plus proches sont : 
Lavoûte-Chilhac (0,4 km), Aubazat (2,8 km), Blassac (2,9 km), Chilhac (3,0 km), Arlet (3,4 km), Saint-Austremoine (3,8 km), Ferrussac (5,8 km), Saint-Ilpize (5,8 km).
| Ally              | Blassac       | Lavoûte-Chilhac |
|                   | Saint-Cirgues | Aubazat         |
| Saint-Austremoine | Arlet         |                 |

### Climat
Pour des articles plus généraux, voir Climat d'Auvergne-Rhône-Alpes et Climat de la Haute-Loire.
En 2010, le climat de la commune est de type climat des marges montargnardes, selon une étude du Centre national de la recherche scientifique s'appuyant sur une série de données couvrant la période 1971-2000. En 2020, Météo-France publie une typologie des climats de la France métropolitaine dans laquelle la commune est exposée à un climat de montagne ou de marges de montagne et est dans la région climatique Nord-est du Massif Central, caractérisée par une pluviométrie annuelle de 800 à 1 200 mm, bien répartie dans l’année.
Pour la période 1971-2000, la température annuelle moyenne est de 10,3 °C, avec une amplitude thermique annuelle de 16,3 °C. Le cumul annuel moyen de précipitations est de 645 mm, avec 7,6 jours de précipitations en janvier et 6,3 jours en juillet. Pour la période 1991-2020, la température moyenne annuelle observée sur la station météorologique de Météo-France la plus proche, « Chavaniac-Lafa », sur la commune de Chavaniac-Lafayette à 14 km à vol d'oiseau, est de 10,5 °C et le cumul annuel moyen de précipitations est de 766,4 mm,. Pour l'avenir, les paramètres climatiques de la commune estimés pour 2050 selon différents scénarios d'émission de gaz à effet de serre sont consultables sur un site dédié publié par Météo-France en novembre 2022.

## Urbanisme

### Typologie
Au 1er janvier 2024, Saint-Cirgues est catégorisée commune rurale à habitat dispersé, selon la nouvelle grille communale de densité à sept niveaux définie par l'Insee en 2022.
Elle est située hors unité urbaine et hors attraction des villes,.

### Occupation des sols
L'occupation des sols de la commune, telle qu'elle ressort de la base de données européenne d’occupation biophysique des sols Corine Land Cover (CLC), est marquée par l'importance des forêts et milieux semi-naturels (61,6 % en 2018), une proportion identique à celle de 1990 (61,6 %). La répartition détaillée en 2018 est la suivante : 
forêts (60,6 %), zones agricoles hétérogènes (24,5 %), prairies (12,8 %), zones urbanisées (1 %), milieux à végétation arbustive et/ou herbacée (1 %), terres arables (0,1 %). L'évolution de l’occupation des sols de la commune et de ses infrastructures peut être observée sur les différentes représentations cartographiques du territoire : la carte de Cassini (XVIIIe siècle), la carte d'état-major (1820-1866) et les cartes ou photos aériennes de l'IGN pour la période actuelle (1950 à aujourd'hui).

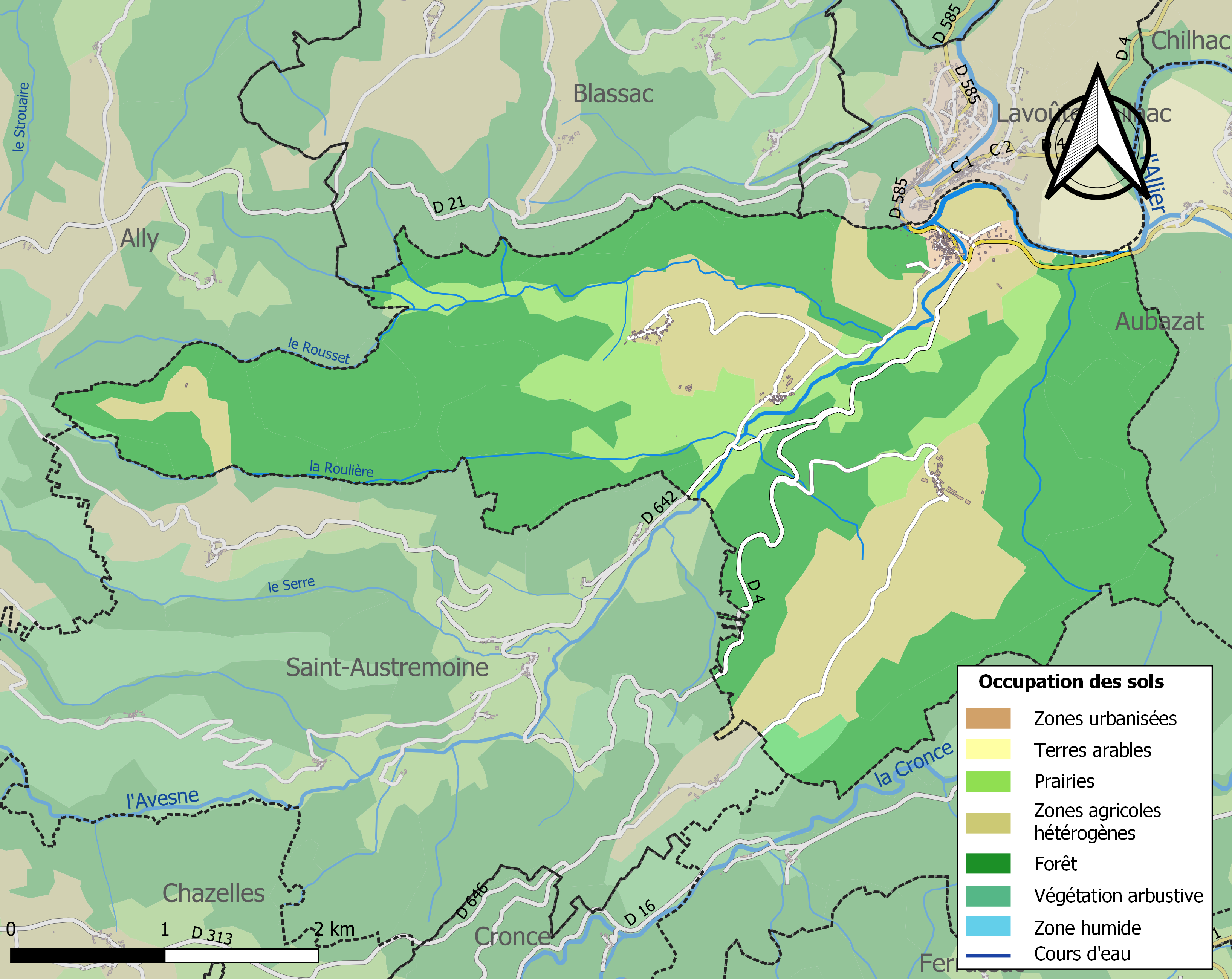
Carte des infrastructures et de l'occupation des sols de la commune en 2018 (CLC).

### Habitat et logement
En 2018, le nombre total de logements dans la commune était de 154, alors qu'il était de 153 en 2013 et de 150 en 2008.
Parmi ces logements, 51,9 % étaient des résidences principales, 42,9 % des résidences secondaires et 5,2 % des logements vacants. Ces logements étaient pour 98,1 % d'entre eux des maisons individuelles et pour 1,9 % des appartements.
Le tableau ci-dessous présente la typologie des logements à Saint-Cirgues en 2018 en comparaison avec celle de la Haute-Loire et de la France entière. Une caractéristique marquante du parc de logements est ainsi une proportion de résidences secondaires et logements occasionnels (42,9 %) supérieure à celle du département (16,1 %) et à celle de la France entière (9,7 %). Concernant le statut d'occupation de ces logements, 90 % des habitants de la commune sont propriétaires de leur logement (92,9 % en 2013), contre 70 % pour la Haute-Loire et 57,5 pour la France entière.
| Typologie                                               | Saint-Cirgues | Haute-Loire | France entière |
| ------------------------------------------------------- | ------------- | ----------- | -------------- |
| Résidences principales (en %)                           | 51,9          | 71,5        | 82,1           |
| Résidences secondaires et logements occasionnels (en %) | 42,9          | 16,1        | 9,7            |
| Logements vacants (en %)                                | 5,2           | 12,4        | 8,2            |

## Toponymie
Le nom de la commune provient de saint Cyr, en latin Sanctus Cyricus, honoré dans l'église paroissiale qui porte son nom, dont Cirgue est une des formes en auvergnat, d'où Saint-Cirgues.

## Histoire
Saint-Cirgues est célèbre pour avoir été le village natal de saint Odilon, Odilon de Mercœur en 962, dans le château familial qui fut détruit en 1365, il en subsiste cependant 4 tours de l'enceinte. Issu d'une famille d'origine comtal possessionnée dans la région des plateaux entre Brioude et Langeac, Odilon fait des études au chapitre de Saint-Julien de Brioude. Il est attiré à l'abbaye de Cluny par saint Mayeul où il devient le maître des novices. Il lui succède et devient le cinquième abbé de Cluny en 994. Il a fondé en 1025, près de Saint-Cirgues le prieuré de Lavoûte près duquel se développe un village.
Jusqu'à la Révolution, Lavoûte fait partie de la paroisse de Saint-Cirgues, l'église du Prieuré étant réservée aux Moines.
Au cours de la période révolutionnaire de la Convention nationale (1792-1795), la commune a porté le nom de Cirgues-d'Allier.

## Politique et administration

### Découpage territorial
La commune de Saint-Cirgues est membre de la communauté de communes des Rives du Haut Allier, un établissement public de coopération intercommunale (EPCI) à fiscalité propre créé le 27 décembre 2016 dont le siège est à Langeac. Ce dernier est par ailleurs membre d'autres groupements intercommunaux.
Sur le plan administratif, elle est rattachée à l'arrondissement de Brioude, au département de la Haute-Loire, en tant que circonscription administrative de l'État, et à la région Auvergne-Rhône-Alpes.
Sur le plan électoral, elle dépend du canton du Pays de Lafayette pour l'élection des conseillers départementaux, depuis le redécoupage cantonal de 2014 entré en vigueur en 2015, et de la deuxième circonscription de la Haute-Loire   pour les élections législatives, depuis le redécoupage électoral de 1986.

### Liste des maires
| Période                                  | Période  | Identité        | Étiquette | Qualité |
| ---------------------------------------- | -------- | --------------- | --------- | ------- |
| Les données manquantes sont à compléter. |          |                 |           |         |
| 1965                                     | 1979     | Jean Pignol     |           |         |
| 1979                                     | 1984     | Charles Rouayre |           |         |
| décembre 1984                            | 2020     | Alain Soulé     |           |         |
| 2020                                     | En cours | Anne-Marie Brun |           |         |

## Population et société

### Démographie

#### Évolution démographique
L'évolution du nombre d'habitants est connue à travers les recensements de la population effectués dans la commune depuis 1800. Pour les communes de moins de 10 000 habitants, une enquête de recensement portant sur toute la population est réalisée tous les cinq ans, les populations de référence des années intermédiaires étant quant à elles estimées par interpolation ou extrapolation. Pour la commune, le premier recensement exhaustif entrant dans le cadre du nouveau dispositif a été réalisé en 2008.

En 2022, la commune comptait 164 habitants, en évolution de +3,14 % par rapport à 2016 (Haute-Loire : +0,36 %, France hors Mayotte : +2,11 %).
| 1800 | 1806 | 1821 | 1831 | 1836 | 1841 | 1846 | 1851 | 1856 |
| ---- | ---- | ---- | ---- | ---- | ---- | ---- | ---- | ---- |
| 571  | 626  | 627  | 618  | 632  | 655  | 705  | 605  | 645  |

| 1861 | 1866 | 1872 | 1876 | 1881 | 1886 | 1891 | 1896 | 1901 |
| ---- | ---- | ---- | ---- | ---- | ---- | ---- | ---- | ---- |
| 678  | 681  | 645  | 589  | 627  | 569  | 530  | 510  | 464  |

| 1906 | 1911 | 1921 | 1926 | 1931 | 1936 | 1946 | 1954 | 1962 |
| ---- | ---- | ---- | ---- | ---- | ---- | ---- | ---- | ---- |
| 458  | 413  | 371  | 322  | 294  | 286  | 257  | 250  | 215  |

| 1968 | 1975 | 1982 | 1990 | 1999 | 2006 | 2008 | 2013 | 2018 |
| ---- | ---- | ---- | ---- | ---- | ---- | ---- | ---- | ---- |
| 190  | 191  | 167  | 151  | 147  | 155  | 157  | 152  | 166  |

| 2022 | - | - | - | - | - | - | - | - |
| ---- | - | - | - | - | - | - | - | - |
| 164  | - | - | - | - | - | - | - | - |

#### Pyramide des âges
La population de la commune est relativement âgée.
En 2018, le taux de personnes d'un âge inférieur à 30 ans s'élève à 22,9 %, soit en dessous de la moyenne départementale (31 %). À l'inverse, le taux de personnes d'âge supérieur à 60 ans est de 36,1 % la même année, alors qu'il est de 31,1 % au niveau départemental.
En 2018, la commune comptait 84 hommes pour 82 femmes, soit un taux de 50,6 % d'hommes, légèrement supérieur au taux départemental (49,13 %).
Les pyramides des âges de la commune et du département s'établissent comme suit.
| Hommes | Classe d’âge | Femmes |
| ------ | ------------ | ------ |
| 1,2    | 90 ou +      | 1,2    |
| 8,3    | 75-89 ans    | 12,2   |
| 25,0   | 60-74 ans    | 24,4   |
| 29,8   | 45-59 ans    | 25,6   |
| 11,9   | 30-44 ans    | 14,6   |
| 8,3    | 15-29 ans    | 9,8    |
| 15,5   | 0-14 ans     | 12,2   |

| Hommes | Classe d’âge | Femmes |
| ------ | ------------ | ------ |
| 0,9    | 90 ou +      | 2,5    |
| 8,4    | 75-89 ans    | 11,7   |
| 20,4   | 60-74 ans    | 20,5   |
| 21,3   | 45-59 ans    | 20,3   |
| 16,8   | 30-44 ans    | 16,3   |
| 15,2   | 15-29 ans    | 13,2   |
| 17     | 0-14 ans     | 15,6   |

## Économie

### Revenus
En 2018, la commune compte 79 ménages fiscaux, regroupant 164 personnes. La médiane du revenu disponible par unité de consommation est de 19 550 € (20 800 € dans le département).

### Emploi
| Division       | 2008  | 2013  | 2018  |
| -------------- | ----- | ----- | ----- |
| Commune        | 4,4 % | 3,4 % | 6,7 % |
| Département    | 6,3 % | 7,7 % | 7,7 % |
| France entière | 8,3 % | 10 %  | 10 %  |

En 2018, la population âgée de 15 à 64 ans s'élève à 104 personnes, parmi lesquelles on compte 79,8 % d'actifs (73,1 % ayant un emploi et 6,7 % de chômeurs) et 20,2 % d'inactifs,. Depuis 2008, le taux de chômage communal (au sens du recensement) des 15-64 ans est inférieur à celui de la France et du département.
La commune est hors attraction des villes,. Elle compte 19 emplois en 2018, contre 16 en 2013 et 14 en 2008. Le nombre d'actifs ayant un emploi résidant dans la commune est de 78, soit un indicateur de concentration d'emploi de 24,4 % et un taux d'activité parmi les 15 ans ou plus de 59,4 %.
Sur ces 78 actifs de 15 ans ou plus ayant un emploi, 19 travaillent dans la commune, soit 24 % des habitants. Pour se rendre au travail, 79,5 % des habitants utilisent un véhicule personnel ou de fonction à quatre roues, 6,4 % s'y rendent en deux-roues, à vélo ou à pied et 14,1 % n'ont pas besoin de transport (travail au domicile).

## Culture locale et patrimoine

### Lieux et monuments
- Église Saint-Cirgues[24], église dont l'origine remonte au XIe siècle et construite du XIIIe siècle au XVe siècle[25]. En dehors de son curieux clocher avec une flèche curviligne, l'église Saint-Cirgues est connue pour la qualité de ses fresques du XVe siècle. L'église possède aussi un retable en bois du XVIIe siècle représentant la Vierge entourée des apôtres[26].

Sur le mur nord de l'église se trouve une suite d'images illustrant la vie de Saint Cyr :

« Au IVe siècle après Jésus-Christ, en Asie Mineure, Kérikos (Cyr) et sa mère Julitte, tous deux chrétiens, sont faits prisonniers lors de la persécution de Dioclétien. Tentant plus d’une fois de torturer l’enfant, les soldats virent leur cruauté punie. En effet, tous les gestes néfastes visant à blesser Cyr se retournaient, grâce à l’aide de Dieu, contre les bourreaux qui se retrouvaient tantôt brûlés, tantôt ébouillantés ou encore flagellés… Le juge du palais, fou de rage, en vint à attraper l’enfant par les pieds, et avec violence lui brisa la tête contre les marches du tribunal »

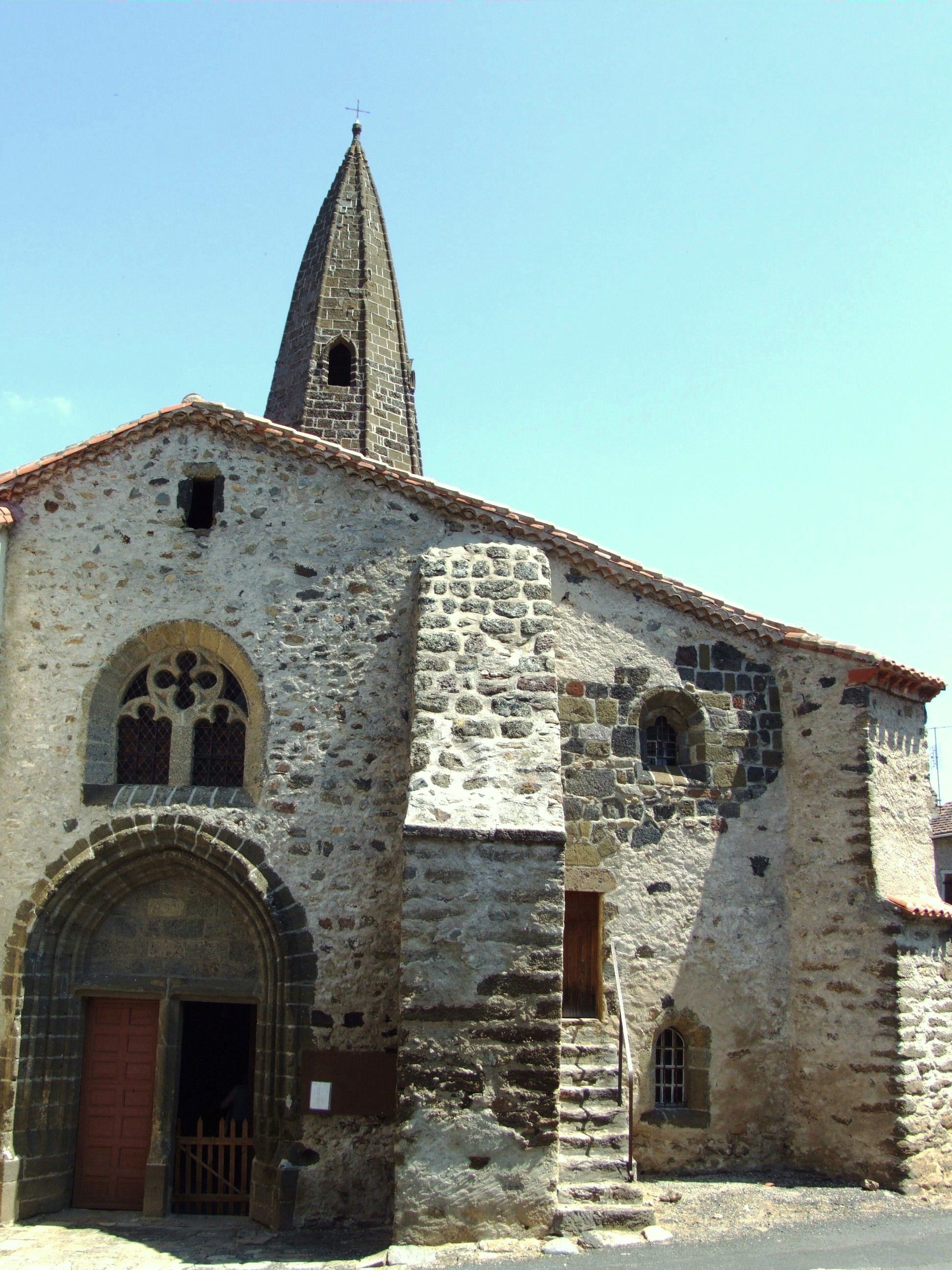
Église Saint-Cirgues - façade.
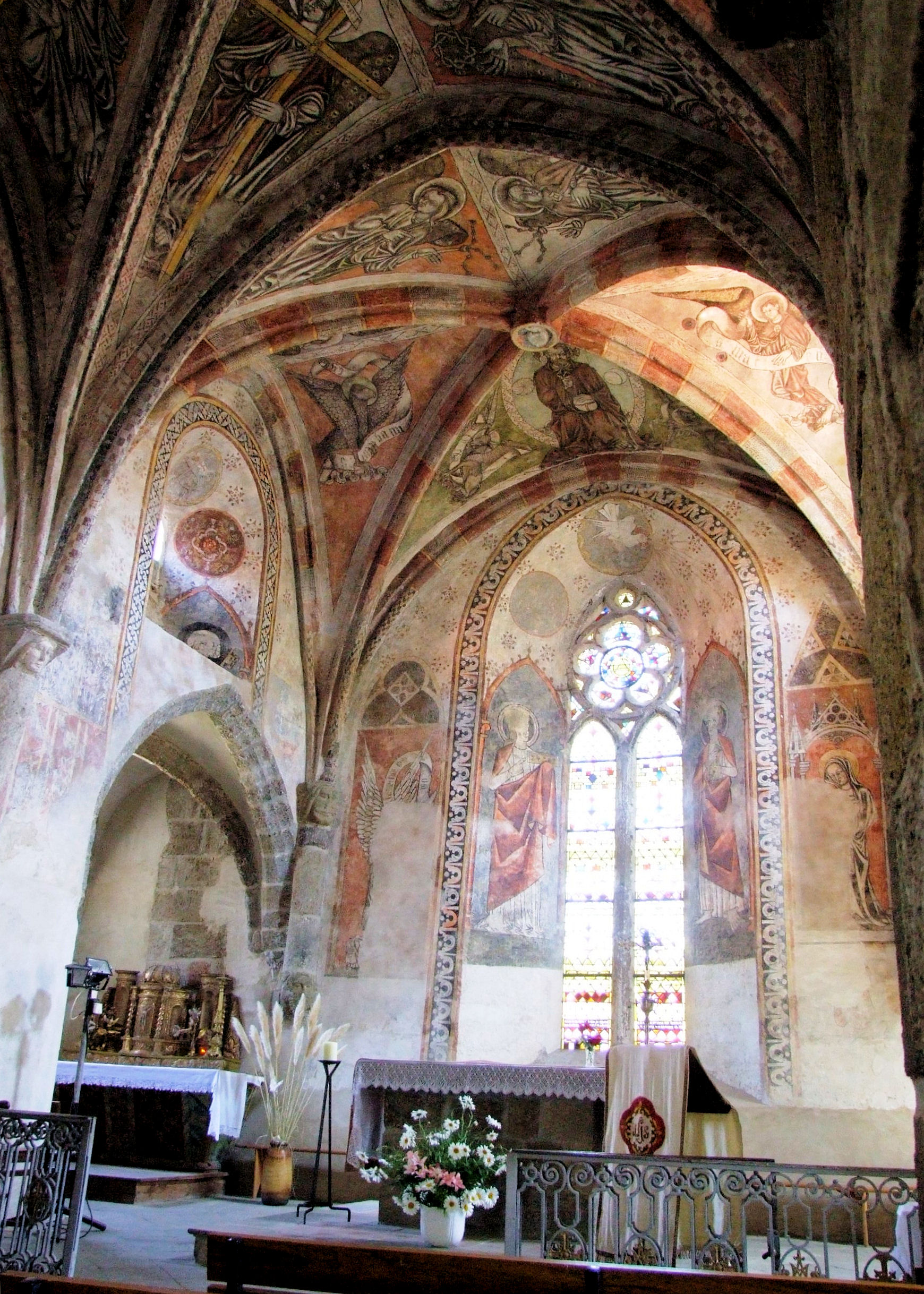
Église Saint-Cirgues - fresques du chœur.
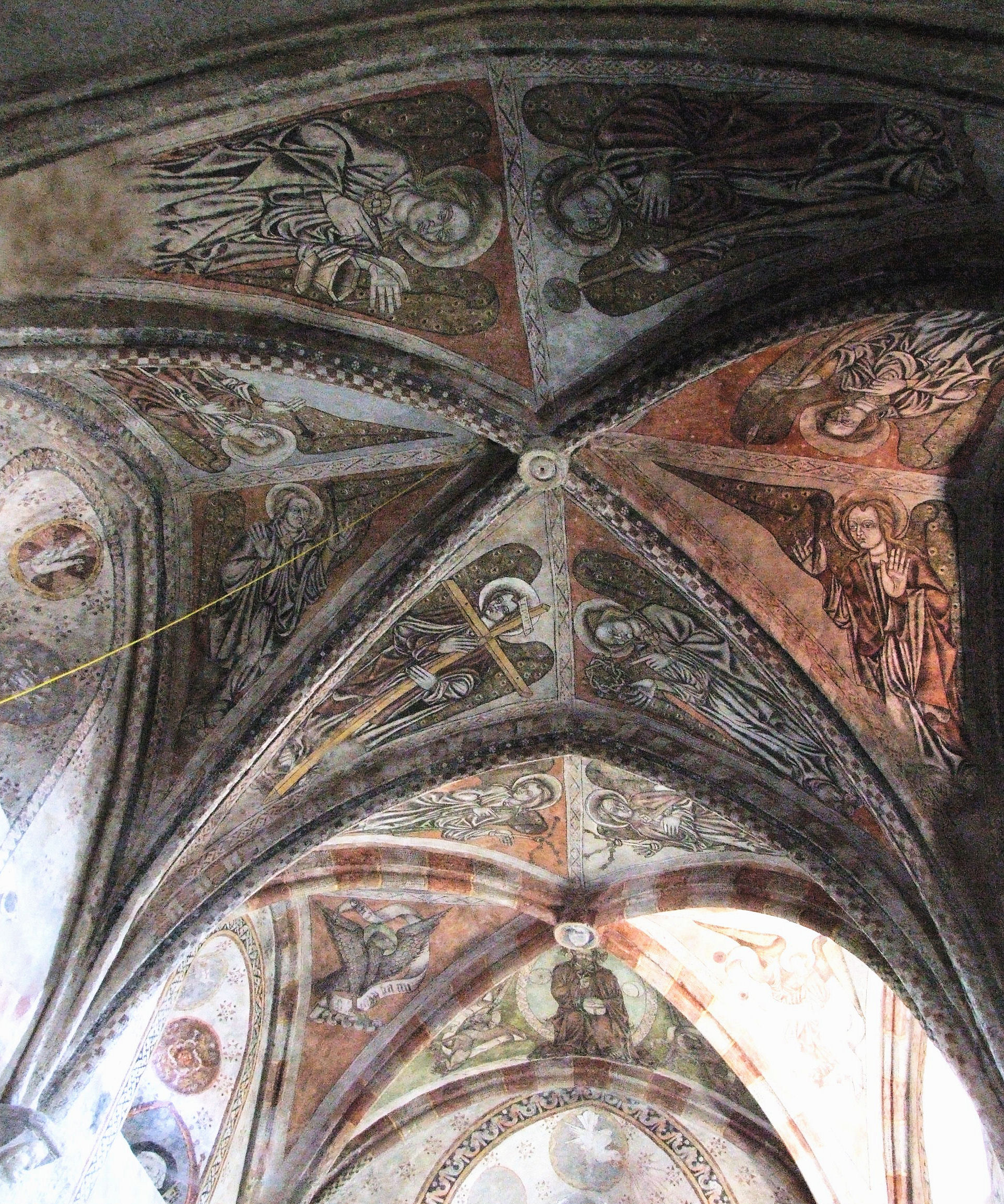
Église Saint-Cirgues - fresques du chœur avec les instruments de la Passion.
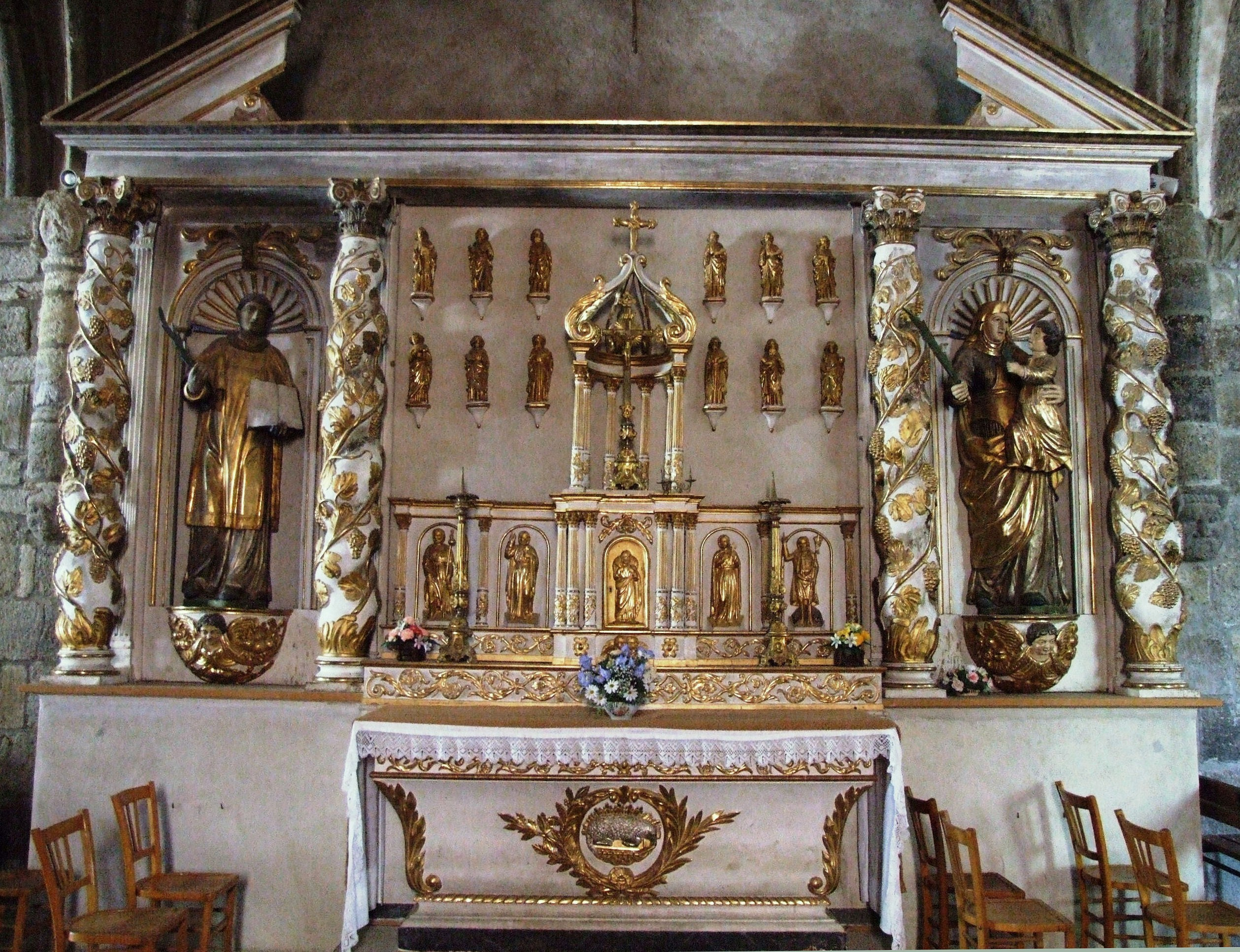
Église Saint-Cirgues - retable du XVIIe siècle.

### Personnalités liées à la commune
- Odilon de Mercœur (962-1048), abbé de Cluny, y naquit.